# Андрій (Русин-Берестецький)
Андрій Русин-Берестецький (світське ім'я Андрій Іванович Русин-Берестецький; ? — 1572) — руський зем'янин, урядник, православний релігійний діяч. Пінський і Турівський православний єпископ.

## Життєпис
Посідав уряд луцького підстарости, зокрема, у травні 1564 року. Власник маєтків, зокрема, у місті Берестечко. 1571 року виклопотав у короля грамоту на посаду єпископа у Пінську та Турові.
Мав доньку Раїну, яка 1567 року вийшла за луцького гродського писаря Семена Івановича Хребтовича-Богуринського. Виїжджаючи на кафедру до Пінська, передав маєток у Берестечку в користування зятеві та доньці. Донька Раїна через конфлікти з чоловіком кілька разів пробувала його отруїти. У січні 1572 року Андрій Русин-Берестецький прислав до Берестечка озброєний загін на чолі з небожем Павлом Коритенським, які за відсутності її чоловіка Семена Хребтовича-Богуринського пограбували маєток, а Раїну забрали з собою. На запитання урядника Хребтовича-Богуринського Павло Коритенський, зокрема, відповів, що дядько наказав, в тому числі вбити пана Семена. У березні 1572 року в гродському суді Луцька розгладали справу, на засідання єпископ не прибув, приславши листа без підпису з печаткою з повідомленням про хворобу. Суд, зокрема, вирішив: Андрій Русин-Берестецький має заплатити за «кгвалт» 20, за грабіж 1075 кіп литовських грошів. Після цього тесть впросив зятя передати справу третейському суду, до складу якого увійшли, зокрема, князь Богуш Корецький.